# Alison Bashford
Alison Caroline Bashford, (née le 9 juillet 1963) est une historienne spécialisée dans l'histoire mondiale et l'histoire des sciences. Elle est professeure d'histoire à l'université de Nouvelle-Galles du Sud et directrice du Laureate Centre for History & Population. Alison Bashford est auparavant professeure Vere Harmsworth d'histoire impériale et navale à l'Université de Cambridge (2013-2017).

## Carrière universitaire
De 1996 à 2009, Bashford est professeure d'histoire à l'Université de Sydney. Elle est nommée professeur d'histoire moderne en 2009. Entre 2009 et 2010, Bashford occupe la chaire d'études australiennes à l'Université Harvard. Après avoir déménagé en Angleterre, elle est professeur Vere Harmsworth d'histoire impériale et navale à l'Université de Cambridge et Fellow du Jesus College de Cambridge de 2013 à 2017. Depuis 2017, elle est professeure chercheuse en histoire à l'Université de Nouvelle-Galles du Sud et directrice du programme de recherche New Earth Histories.
Bashford occupe également des postes de professeure invitée à l'université de Warwick et à l'University College de Londres.
Français Bashford a publié six livres, dont An Intimate History of Evolution: The Huxleys in Nature and Culture (Allen Lane, 2022) Purity and Pollution: Gender, Embodiment and Victorian Medicine (1998), Imperial Hygiene: A Critical History of Colonialism, Nationalism, and Public Health (2003), Global Population: History, Geopolitics and Life on Earth (2014) et The New Worlds of Thomas Robert Malthus: Re-reading the Principle of Population (2016), et en a édité sept, dont Medicine at the Border: Disease, Globalization and Security, 1850 to the Present (2006), l' Oxford Handbook of the History of Eugenics (2010) et Pacific Histories: Ocean, Land, People (2014). Ses travaux actuels portent sur les histoires cosmopolites des sciences de la Terre modernes.

## Honneurs et reconnaissances
En 2010, Bashford est élue membre de l'Académie australienne des sciences humaines. En juillet 2017, elle est élue membre de la British Academy, l'académie nationale des sciences humaines et sociales du Royaume-Uni. Elle est également membre de la Royal Society of New South Wales.
En 2021, elle reçoit le prix Dan-David. Elle remporte le Nib Literary Award 2023 et est présélectionnée pour le Cundill History Prize 2023 pour The Huxleys.